# ロイ・キム
ロイ・キム（Roy Kim、朝鮮語：로이킴、1993年7月3日 - ）は、韓国 の歌手 、シンガーソングライター である。本名はキム・サンウ(金相佑、朝鮮語：김상우) 。Mnetの視聴者参加型歌手オーディション番組、『SUPER STAR K 』シリーズの第4シーズン『SUPER STAR K 4』の優勝者として知られる。

## 経歴

### 『SUPER STAR K4』で優勝
2012年、Mnetの 視聴者参加型歌手オーディション番組『SUPER STAR K 4』に出演。初回放送より、優れた容貌や有名企業の会長の息子という出自に加え、ジョージタウン大学の入学を控えた留学生というプロフィールで注目を集め、同じく優れた容貌により注目を集めたチョン・ジュニョンと共に『SUPER STAR K 4』で高い認知度を得る。その後、『SUPER STAR K 4』で優勝し、デビューを果たす。

### 歌手デビュー
2013年4月22日、デジタルシングル『春春春 (봄봄봄)』で正式にデビューする。その後、『春春春』も収録された1stアルバム『Love Love Love』をリリースし、このアルバムで2014年ゴールデンディスク賞音源部門人気賞、アルバム部門新人賞を受賞する。

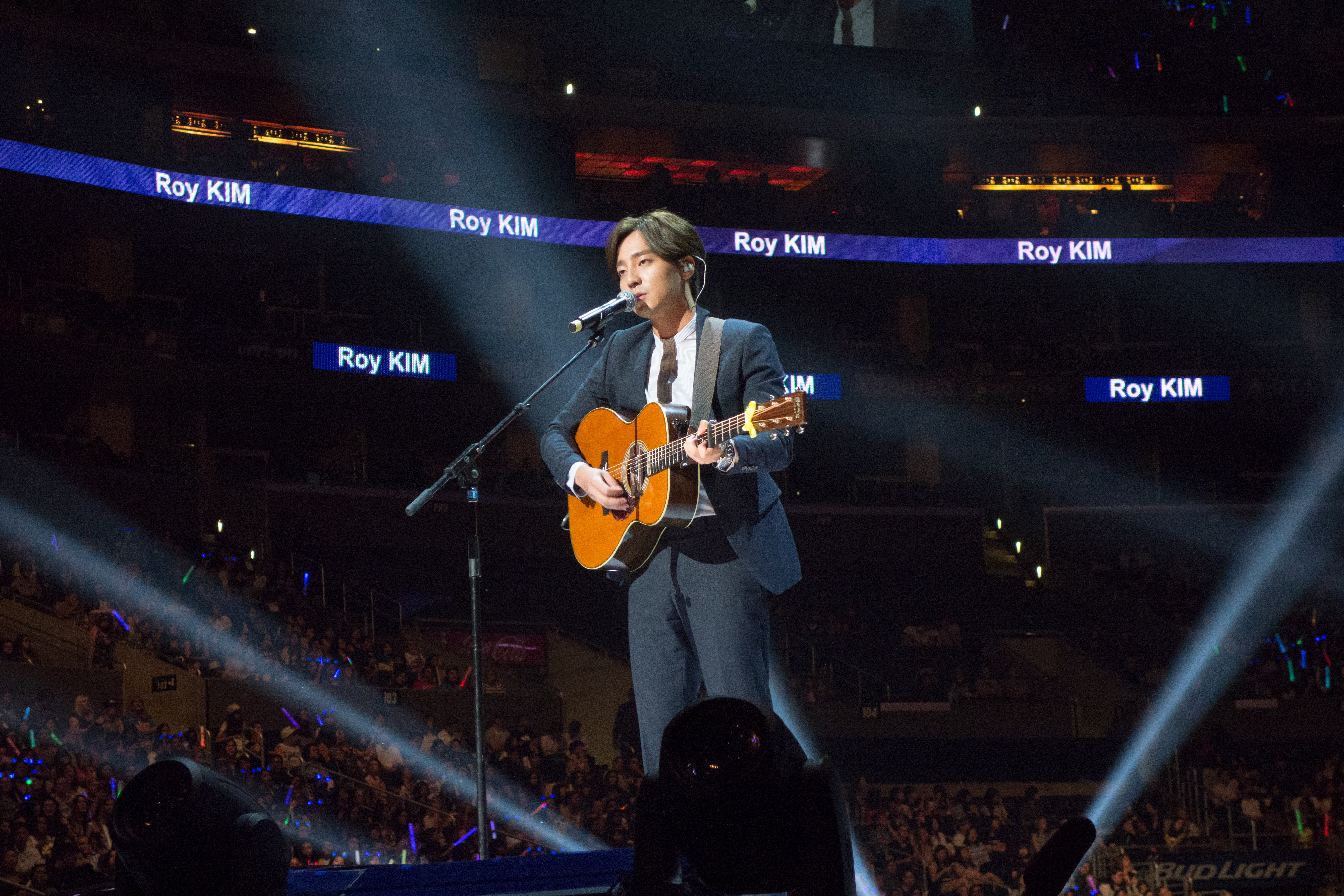
KCON2015に出演するロイ・キム(2015年8月8日)

以降、2nd アルバム『HOME』(2014年10月)、3rd アルバム『北斗七星(북두칠성)』(2015年9月)や、シングル『Only then (그때 헤어지면 돼)』(2018年2月)、『The Hardest Part(우리 그만하자)』(2018年9月)をリリースし、その他、『応答せよ1994』や『トッケビ〜君がくれた愛しい日々〜』、『知ってるワイフ』、『ロマンスは別冊付録』などのOSTに参加するなど、精力的に活動を続けた。

### 大学卒業、入隊以後
2019年、ジョージタウン大学を卒業する。後述する論争により1年近く活動を自粛し、その後、2020年5月27日にデジタルシングル『Linger On (살아가는 거야)』をリリースして活動を再開した。また2020年6月15日に海兵隊へ入隊し、2021年現在は軍人として国防の義務を果たしている。

## 論争

### わいせつ物流布の疑いで立件
後述の通り、ロイ・キムと公私共に親しかったチョン・ジュニョンが2019年にバーニング・サン事件の当事者として逮捕され、ロイ・キムは参考人調査を受ける。その調査過程で、チョン・ジュニョンらとカカオトークのトークルームを使用して「わいせつな画像」を共有した「情報通信網法わいせつ物流布罪」の疑いが浮上し、ソウル地方警察庁広域捜査隊に立件される。

### 起訴猶予処分で終結
- 8ケ月以上の調査の結果、最終的に起訴猶予処分となる[11]。捜査の過程でチョン・ジュニョンが違法撮影物を共有したとされるカカオトークのトークルームにロイ・キムはメンバーとして含まれておらず、またロイ・キムが別のトークルームで共有したとされる「違法撮影物」は、ポータルサイトにあった「某芸能人の顔が合成された」写真であり、その「合成写真」で被害を受けた「某芸能人」の被害状況を確認してもらおうと1枚だけ送ったものであった[12]。また、「わいせいつ物流布」の意図はなかったことも重ねて報告した。しかし、意図はなくとも「違法撮影物」を共有した事実が法律に抵触したため、最終的には起訴猶予処分で事件は終結した。

- しかし、デビューの『SUPER STAR K 4』時代から、特有の「模範生」イメージで愛されたロイ・キムは、この論争で大きな打撃を受ける[13]。また起訴猶予処分という結果は、「過剰な批判を受けた」と彼を擁護する立場と「罪は成立している」と彼を批判する立場の対立を招くことになった[14] [15]。

## 人物

### 家族
- 実の父親であるキム・ホンテクは弘益大学校で教授職を務めた他[16]、「長寿生マッコリ」[17]を製造していることで知られる「ソウル濁酒製造協会[注釈 1]」の会長を務めていた[18][19]。

- ロイ・キム自身も父親の持株を譲り受けたことで、ソウル濁酒製造協会の株主になっており[20]、このような背景から前述の論争にロイ・キムが巻き込まれた際は、看板商品であるマッコリの不買運動が発生した。

### 個人
- 「ロイ・キム」という芸名や、ジョージタウン大学卒業というプロフィールから、韓国系アメリカ人と誤解を受けることも多いが、軍に入隊しているとおり、ロイ・キム本人は韓国国籍である。芸名の「ロイ」は、留学生時代の英語名である。

- 『SUPER STAR K 4』で5億ウォンの賞金を獲得したが、全額寄付している[21]。

- 小学生の頃の夢はコメディアンだった[22]。

### 交友関係
- 同じく『SUPER STAR K 4』出身のチョン・ジュニョンとは、共同でラジオ番組の進行を務めたり[23][24]、広告モデルに起用されるなど[25]、公私ともに親しく、芸能界を代表する「親友」として知られる存在だった[26]。
- 一方で2人のこのような交友関係の深さは2019年チョン・ジュニョンがバーニング・サン事件を引き起こした際に、ロイ・キム自身は前述の論争において、起訴もされていない被疑者の立場であったにも関わらず、マスメディアや大衆からの激しいバッシングを受ける一因となってしまう[27]。

## ディスコグラフィー
※正式デビュー後に音源がリリースされた作品を列挙する。(『SUPER STAR K 4』コンテスト審査曲等は除く)

### 正規アルバム
- 1st アルバム ：『Love Love Love』 (2013年6月25日)
- 2nd アルバム：『HOME』(2014年10月18日)
- 3rd アルバム：『북두칠성(北斗七星)』(2015年12月4日)

### シングル
- 1st シングル：『春春春 (봄봄봄)』 (2013年4月22日)
- 2nd シングル：『It's Christmas Day』 (2014年12月19日)
- 3rd シングル：『The way to meet you (너를 만나기 위해)』(2015年7月15日)
- 4th シングル：『Only then (그때 헤어지면 돼)』 (2018年2月12日)
- 5th シングル：『The Hardest Part(우리 그만하자)』(2018年9月18日)’
- 6th シングル：『Linger On (살아가는 거야)』(2020年5月27日)

### EP
- 1st EP：『開花期 (개화기)』(2017年5月16日)
- 2nd EP：『ROY KIM LIVE in 비긴어게인2』(2018年7月3日) ※テレビ番組『はじまりのうた(韓国のテレビ番組)（朝鮮語版）』(JTBC)で披露した音源をまとめたEP

### 参加作品

#### 音楽番組
- 『不朽の名曲～伝説を歌う～（朝鮮語版）』(KBS2TV)
  - 『서른 즈음에(30歳の頃に)』 …『故キム・グァンソク二十周忌特集編』(2016年1月23日)
  - 『오래전 그날(遠い昔のあの日)』…『ユン・ジョンシン（朝鮮語版）特集編』(2017年3月18日)

- 『Two Yoo Project ～シュガーマン～（朝鮮語版）』(JTBC)
  - 『야인(野人)』 (2015年12月23日)※ドラマ『野人時代』(SBS)の主題歌をカバー

- 『覆面歌王（朝鮮語版）』(MBC)
  - 『사랑은 늘 도망가(愛はいつも逃げていく)』(2016年7月3日)※イ・ムンセ（朝鮮語版）の原曲をカバー
  - 『제발(どうか)』(2016年7月3日) ※トゥルグクファ(野菊)（朝鮮語版）の原曲をカバー
  - 『그리움만 쌓이네(恋しさだけが募る)』(2016年7月17日) ※ヨジン（朝鮮語版）の原曲をカバー

- 『ファンタスティック・デュオ(韓国のテレビ番組)（朝鮮語版）』(SBS)
  - 『 첫사랑(初恋)』(2017年8月27日) ※原曲者のチャン・ユンジョンとデュエット

#### ドラマOST
- 『応答せよ1994』(tvN)
  - OST Part.1『서울 이곳은(ソウル ここは)』(2013年10月18日)※チャン・チョルン（朝鮮語版）の原曲をカバー

- 『ピノキオ』(SBS)
  - OST Part.2『피노키오(ピノキオ)』(2014年11月27日)

- 『2度目の二十歳』(tvN)
- OST Part.2『날 사랑하지 않는다 (Do Not Love Me)』(2015年9月4日)

- 『また!?オ・ヘヨン ～僕が愛した未来(ジカン)～（朝鮮語版）』(tvN)
  - OST Part.4『어쩌면 나 (Maybe I)』(2016年5月24日)

- 『トッケビ〜君がくれた愛しい日々〜』(tvN)
  - OST Part.12『HEAVEN』(2017年1月14日)※GGot Jam Project（朝鮮語版）のメンバー、キム・イジとデュエット

- 『王は愛する』(MBC)
  - OST Part.1『Straight』(2017年7月18日)

- 『あなたが眠っている間に』(SBS)
  - OST Part.3『좋겠다(You Belong To My World)』(2017年10月5日)

- 『知ってるワイフ』(tvN)
  - OST Part.3『왜 몰랐을까 (No Longer Mine)』(2018年8月23日)

- 『ロマンスは別冊付録』(tvN)
  - OST Part.5『그대만 떠올라(All I do)』(2019年2月17日)